# François Chauvin
Pour les articles homonymes, voir Chauvin.
François Chauvin, ou Franz von Chauvin, né le 16 mai 1812 à Liège et mort le 17 mai 1898 à Settignano, est un officier prussien, puis allemand, du génie. C'est également le frère cadet de l'artiste peintre Auguste Chauvin.

## Biographie
Né le 16 mai 1812 à Liège, François Alphonse Désiré Chauvin est le fils de Pierre Jean Jacques Chauvin, marchand chapelier, et d'Antoinette Piermont. En 1816, la famille s'installe à Aix-la-Chapelle où son père est nommé inspecteur de la prison. Le jeune Franz y fait ses études primaires et il y suit les cours d'une école professionnelle. Alors qu'il est à peine âgé de 18 ans, il s'engage comme soldat dans la 8e division de pionniers stationnée à Coblence. De 1831 à 1833, il se forme au Centre d'instruction pour l'Artillerie et le Génie et il obtient le grade de sous-lieutenant dès septembre 1833. Il effectue « diverses missions d'inspection et de certains travaux aux fortifications » de Cologne en 1841 et de Mayence en 1845. C'est à Mayence qu'il se marie en octobre 1848 avec Anna-Rosa Buschbeck, fille d'un major du génie.
Sa carrière militaire décolle rapidement, aidée par son « talent extraordinaire pour le dessin à main levée » ainsi que par « son zèle pour le service, son application à l'étude, sa compétence, sa
circonspection et sa moralité exemplaire ». Il est promu lieutenant en décembre 1845 puis il est nommé en août 1846 professeur à l'École d'Artillerie et du Génie de Berlin et membre de la Haute Commission militaire d'examens. Il obtient le grade de capitaine en 1849, et il est envoyé pour plusieurs années à l'Arsenal de Spandau. En 1854 il est nommé commandant ainsi qu'inspecteur du génie et officier ingénieur de la place de Kolberg.
En 1856 il devient directeur du service télégraphique militaire qui couvre alors un territoire correspondant à la Confédération de l'Allemagne du Nord. Les promotions se succèdent les années qui suivent : major en 1858, lieutenant-colonel en 1861 et colonel en 1864. Lorsque le Roi de Prusse Guillaume Ier l'anoblit en novembre 1864, il choisit la devise Getreu und beharrlich « fidèle et persévérant »,. Il est responsable de « l'organisation et la direction des télégraphes militaires » durant la guerre des Duchés en 1864 et la guerre austro-prussienne de 1866,. Il est nommé directeur général des télégraphes de la Confédération de l'Allemagne du Nord en décembre 1867 puis, pour l'ensemble de l'Empire allemand en janvier 1871. Il est également promu général-major en 1869. Chauvin prend sa retraite en octobre 1872 et il est nommé lieutenant général à titre honorifique en mai 1896.